# Lucky Hill
Lucky Hill är en ort i Jamaica.   Den ligger i parishen Parish of Saint Mary, i den centrala delen av landet, 40 km nordväst om huvudstaden Kingston. Lucky Hill ligger 381 meter över havet och antalet invånare är 774. Den ligger på ön Jamaica.
Terrängen runt Lucky Hill är lite kuperad. Runt Lucky Hill är det tätbefolkat, med 276 invånare per kvadratkilometer. Närmaste större samhälle är Linstead, 19,4 km söder om Lucky Hill. I omgivningarna runt Lucky Hill växer i huvudsak städsegrön lövskog.